# SHISHAMO BEST
『SHISHAMO BEST』（シシャモ ベスト）は、SHISHAMOのベスト・アルバム。2019年6月19日にGOOD CREATORS RECORDS / UNIVERSAL SIGMAから発売された。

## 概要
- 本作はSHISHAMO初となるベスト・アルバム。通常盤（初回プレス仕様）と初回限定盤の2形態で発売され、通常盤（初回プレス仕様）は在庫が終了した時点で通常盤に切り替えられた。通常盤（初回プレス仕様）はスリーブケース付きで、初回限定盤は「スペシャルマフラータオル」とブックレット付属のスリーブケース付きBOX仕様[6]。
- 購入者特典として、タワーレコード・AmazonではA4クリアファイルが、TSUTAYA・HMV・その他対象店舗ではB2ポスターが付けられた[7]。
- リリース時点で発売されていたシングル曲がすべて収められており、初回限定盤のボーナストラック「タオル」は音源として初めて収録された[6]。
- 2019年6月16日、本作のリリース直前企画として、東京・六本木ヒルズのYouTube Space Tokyoにて『YouTube Music Night feat. SHISHAMO』が開催された。当日は、楽曲がアコースティック編成で披露され、この模様はSHISHAMOオフィシャルYouTubeチャンネルでライブ配信された[8]。
- 本作のリリースを記念し、「SHISHAMO NO BEST ARENA!!!」と題した東阪アリーナ公演が、9月22日に大阪城ホール、9月28日にさいたまスーパーアリーナで開催された[9]。
- メンバー監修によるバンドスコアブックの 『バンド・スコア　SHISHAMO 「SHISHAMO BEST」』が2019年9月28日に発売された[10]。

## 収録内容
通常盤
| 全作曲: 宮崎朝子。 |                          |            |            |                                                    |      |
| #                  | タイトル                 | 作詞       | 作曲・編曲 | 編曲                                               | 時間 |
| 1.                 | 「OH！」                 | 宮崎朝子   | 宮崎朝子   | SHISHAMO                                           | 4:00 |
| 2.                 | 「恋する」               | 宮崎朝子   | 宮崎朝子   | SHISHAMO                                           | 6:12 |
| 3.                 | 「量産型彼氏」           | 宮崎朝子   | 宮崎朝子   | SHISHAMO                                           | 4:37 |
| 4.                 | 「ねぇ、」               | 宮崎朝子   | 宮崎朝子   | 宮崎朝子・小林武史                                 | 3:41 |
| 5.                 | 「夏の恋人」             | 宮崎朝子   | 宮崎朝子   | SHISHAMO、高野勲・宮崎朝子（ストリングスアレンジ） | 5:30 |
| 6.                 | 「熱帯夜」               | 宮崎朝子   | 宮崎朝子   | SHISHAMO                                           | 4:12 |
| 7.                 | 「君とゲレンデ」         | 宮崎朝子   | 宮崎朝子   | SHISHAMO                                           | 4:15 |
| 8.                 | 「僕に彼女ができたんだ」 | 吉川美冴貴 | 宮崎朝子   | SHISHAMO                                           | 3:10 |
| 9.                 | 「BYE BYE」              | 宮崎朝子   | 宮崎朝子   | SHISHAMO、高野勲・宮崎朝子（ピアノアレンジ）       | 4:26 |
| 10.                | 「君と夏フェス」         | 宮崎朝子   | 宮崎朝子   | SHISHAMO                                           | 3:46 |
| 11.                | 「ほら、笑ってる」       | 宮崎朝子   | 宮崎朝子   | SHISHAMO                                           | 5:07 |
| 12.                | 「水色の日々」           | 宮崎朝子   | 宮崎朝子   | 宮崎朝子・小林武史                                 | 4:52 |
| 13.                | 「明日も」               | 宮崎朝子   | 宮崎朝子   | SHISHAMO、高野勲・宮崎朝子（ホーンアレンジ）       | 6:10 |
| 合計時間:          | 合計時間:                | 合計時間:  | 合計時間:  | 60:03                                              |      |

初回限定盤
| 全作曲: 宮崎朝子。 |            |           |            |          |      |
| #                  | タイトル   | 作詞      | 作曲・編曲 | 編曲     | 時間 |
| 14.                | 「タオル」 | 宮崎朝子  | 宮崎朝子   | SHISHAMO | 3:04 |
| 合計時間:          | 合計時間:  | 合計時間: | 合計時間:  | 63:07    |      |

- 「スペシャルマフラータオル」とブックレット付属、スリーブケースBOX仕様

## 楽曲解説
1. OH！
  - 9thシングル。
  - ロッテ『爽』「全力エアバンド」篇のCMソング[11]。
2. 恋する
  - 1stアルバム『SHISHAMO』収録曲。
3. 量産型彼氏
  - 2ndシングル。
4. ねぇ、
  - 5thアルバム『SHISHAMO 5』収録曲。
  - 『カルピスウォーター』大・告白篇のCMソング[12]。
5. 夏の恋人
  - 5thシングル。
6. 熱帯夜
  - 3rdシングル。
7. 君とゲレンデ
  - 4thシングル。
8. 僕に彼女ができたんだ
  - 1stアルバム『SHISHAMO』収録曲。
9. BYE BYE
  - 6thシングル。
  - ベネッセ 進研ゼミ中学講座「ニガテつぶしの夏」篇のCMソング[13]。
10. 君と夏フェス
  - 1stシングル。
11. ほら、笑ってる
  - 7thシングル。
  - 映画 『ミックス。』の主題歌[14]。
12. 水色の日々
  - 8thシングル。
  - 『カルピスウォーター』大・卒業編のCMソング[15]。
13. 明日も
  - 4thアルバム『SHISHAMO 4』収録曲。
  - NTTドコモ『ドコモの学割』「ししゃも?」篇のCMソング[16]。
  - 『第68回NHK紅白歌合戦』歌唱曲[17]。
14. タオル（初回限定盤のみ）
  - 2013年3月より開催されたツアー「卒業旅行」のグッズのタオルの売れ行きが思わしくなかったことがきっかけで制作された曲[18]。ライブではこの曲に合わせてタオルを回すパフォーマンスが定番となっていたが、本作で初めてCD音源化された[6]。

## 参加ミュージシャン

### SHISHAMO
- 宮崎朝子：Guitar, Vocal
- 松岡彩：Bass
- 吉川美冴貴：Drums

### 外部ミュージシャン
- 小林武史：Keyboards (#-4・#-12)
- 四家卯大：Strings (#-5)
- 高野勲：Piano (#-9)
- 西岡ヒデロー：Trumpet (#-13)
- 宮内岳太郎：Trombone (#-13)
- 栗原健：Saxophone (#-13)